# Dorothea Charol
Dorothea Charol, verheiratete Dorothea Köglsperger (* 21. Februar 1889 in Odessa, Russisches Kaiserreich; † 16. März 1963 in London, Vereinigtes Königreich) war eine deutsche Bildhauerin des Art déco.

## Leben
Charol studierte in Dresden an der Kunstschule Richter bei Arthur Lange, in Brüssel an der Universität, in München im Studio Schwägerle sowie in Italien. Sie arbeitete unter anderem in Berlin.
Künstlerische Anerkennung fand sie ab 1916 in der Münchener Secession und in anderen Ausstellungen wie der Dezember-Ausstellung des Neuen Museums (Berlin) von 1916. Sie fertigte Porträtbüsten sowie lebensgroße Akte und Figuren und arbeitete als Entwerferin für figürliches Porzellan. Charol erstellte in den 1920er Jahren als freie Mitarbeiterin Modelle für zahlreiche Porzellanfabriken, darunter für die Aelteste Volkstedter Porzellanmanufaktur und die Unterweißbacher Werkstätten für Porzellankunst. Sie formgestaltete exotische Tänzerinnen in Anlehnung an die Erzählungen in Tausendundeine Nacht für die Porzellanmanufaktur Rosenthal. Einige ihrer Arbeiten aus Bronze und Elfenbein wurden von der Berliner Firma Rosenthal & Maeder (ab 1929 nach Übernahme Preiss & Kassler) handwerklich umgesetzt.
Charol gehörte zusammen mit ihrem Ehemann, dem Maler und Graphiker Adolf Köglsperger (1891–1960), der Künstlervereinigung Die Abstrakten an.

## Werke (Auswahl)
Charol fertigte einige gesichtslose abstrakte Statuetten von Sportlern wie den Hockeyspieler, den Golfspieler, den Marathonläufer oder den Eisschnellläufer. Andere Arbeiten tragen die Titel:
- Anita
- Janine
- Schneckenreiter
- Bajazzo mit Maske
- Pierrot (verschiedene)
- Pierrette (verschiedene)
- Frühling
- Herbst
- Schlittschuhläuferin
- Sitzender Faun mit Panflöte unterhält einen Lurch
- Josephine Baker (Bananentanz)
- Yvonne (Revuetänzerin)
- Lotosblume
- Entsetzen
- Chinesische Tänzerin
- Aschermittwoch
- Spanischer Tanz (Martha Graham und Ted Shawn)
- Tänzerin (verschiedene)

## Rezeption
Die Zeitschrift Beaux Arts du Monde bezeichnete Charol als „Porzellan-Modelleurin der Spitzenklasse“.
Nach Malcolm Haslam zeigen einige ihrer Arbeiten im Stil des Art déco die „schmuddelige, obszöne“ (englisch smutty) Seite des Berlins der 1920er Jahre; Karl Eric Toepfer geht so weit, ihre Tänzerinnen-Figuren „widernatürlich erotisch“ (perversely erotic) zu nennen.